# Kometa Halleya
Kometa Halleya (nazwa oficjalna 1P/Halley, łac. Cometa Halleiensis) – pierwsza zidentyfikowana kometa krótkookresowa. Nazwa pochodzi od nazwiska astronoma Edmonda Halleya, który na początku XVIII wieku badał zapiski o pojawianiu się komet z lat 1456–1682 i w 1705 przewidział ponowne pojawienie się tej komety w 1758. Halley zestawił listę 24 historycznych pojawień komet, dla których wyznaczone zostały przybliżone parametry orbit przy założeniu, że są one paraboliczne. Astronom uważał, że orbity te są w rzeczywistości eliptyczne i wśród tych 24 pojawień odnalazł powtarzające się podobne parametry, odkrywając w ten sposób swoją kometę. W pobliżu Słońca kometa Halleya traci podczas każdego przelotu około 250 milionów ton swojej materii, na podstawie czego szacuje się, że będzie istnieć przez kolejne 170 000 lat. Dawniej miała oznaczenie 1P/1682 Q1.

## Budowa
Jądro komety Halleya jest bryłą o wymiarach 14,9×8,2 km. Powierzchnię komety pokrywają wzgórza, doliny i kratery. Dużo danych o budowie komety dostarczyła w 1986 sonda Giotto, która zbliżyła się na odległość kilkuset kilometrów, dostarczając licznych fotografii. Jądro komety jest zbudowane ze skał, lodu oraz nieznanego materiału organicznego, odpornego na wysokie temperatury. Na powierzchni komety znajduje się gruba, ciemna skorupa o nieznanym składzie chemicznym.

## Ruch wokół Słońca
Najstarsze udokumentowane zapisy komety Halleya pochodzą z Chin z 613 p.n.e. Kometa Halleya krąży po wydłużonej eliptycznej orbicie wokół Słońca. Okres obiegu wynosi średnio 76 lat. Ruch komety podlega perturbacjom ze strony planet Układu Słonecznego (głównie Jowisza i Saturna), co sprawia, że okres obiegu ulega czasem zmianom. Gdy kometa zbliża się do planety, siła grawitacyjna nadaje jej przyspieszenie, natomiast gdy się oddala, spowalnia. Najkrótszy ze zmierzonych okresów obiegu komety Halleya wyniósł 74,5 roku; po zaobserwowaniu w listopadzie 1835 powróciła już w kwietniu 1910. Najdłuższy zaobserwowany czas obiegu komety wyniósł ponad 79 lat; w latach 1145 do 1301 miał miejsce obieg, kiedy to kometa powróciła po 79 latach i prawie 1 miesiącu.

Orbita komety Halleya na tle orbit planet (animacja)

## Obserwacje w XX wieku
W XX wieku kometa dwukrotnie zbliżyła się do Słońca. 20 maja 1910 roku minęła Ziemię w odległości zaledwie 0,15 au (22 440 000 km), osiągając wielkość obserwowaną 0m. Na porannym niebie jej warkocz kometarny rozciągał się na 120°, od gwiazdozbioru Byka do Orła. Zbiegiem okoliczności, w tym samym roku była obserwowana jeszcze jaśniejsza kometa jednopojawieniowa C/1910 A1 (Wielka Kometa Styczniowa).
Kolejne zbliżenie do Słońca miało miejsce w roku 1986. Warunki do obserwacji z Ziemi były najbardziej niesprzyjające w ciągu ostatnich 2000 lat – kometa zbliżyła się do Słońca z przeciwnej strony niż nasza planeta. Podczas tego zbliżenia do Słońca kometa Halleya stała się jednak przedmiotem badań wysłanych w tym celu sond kosmicznych: Wega 1 i Wega 2, Giotto, Suisei, Sakigake i ICE. Przeprowadzono wiele pomiarów składu chemicznego głowy komety, jej warkocza i jądra, które zostało sfotografowane przez sondę Giotto. Po raz pierwszy naukowcy uzyskali zdjęcia jądra z odległości kilkuset kilometrów.

## Galeria

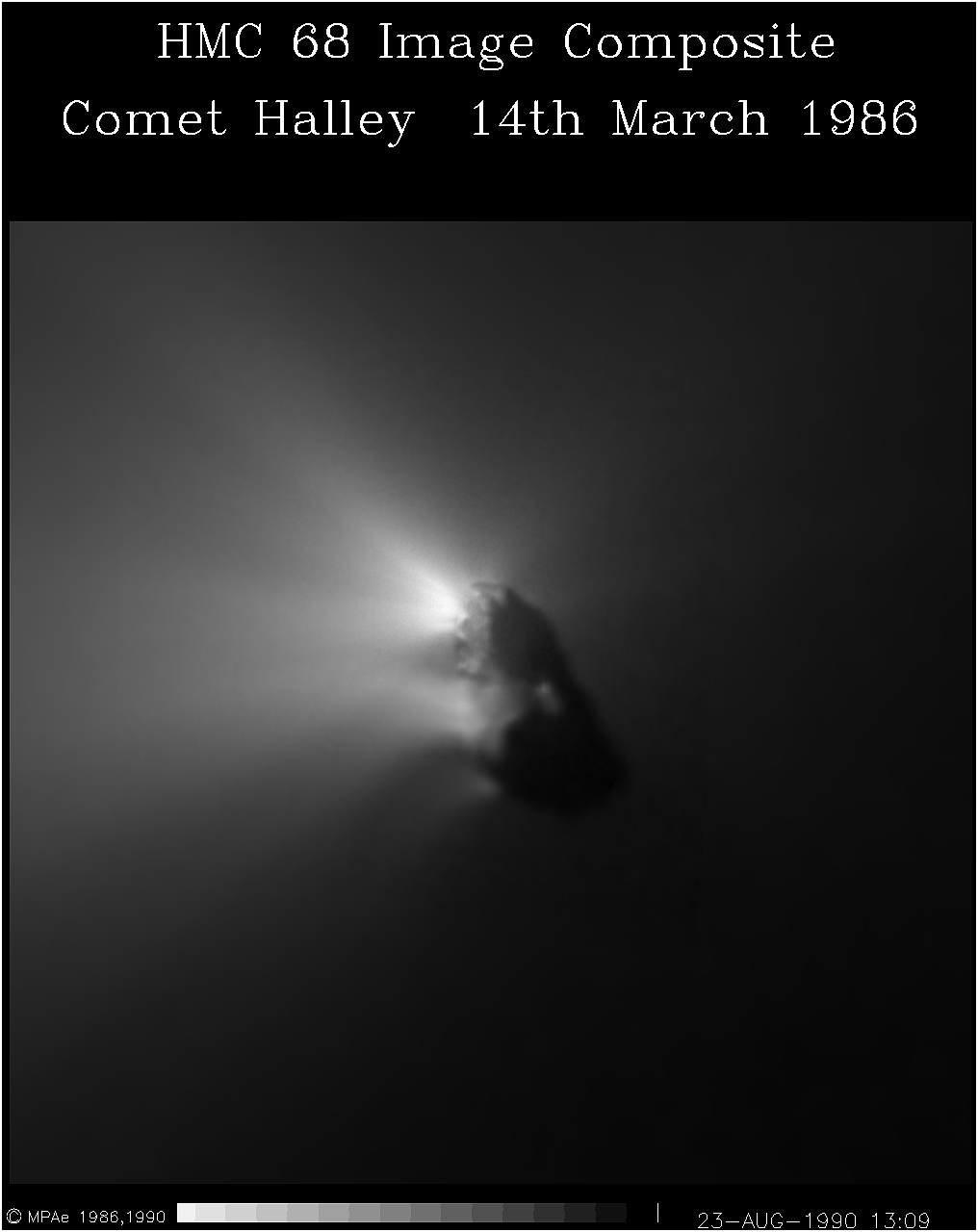
Jądro
Peryhelium w 2061.
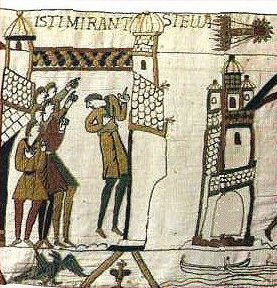
Tkanina z Bayeux, przedstawiająca kometę Halleya w 1066 roku

## Powrót w XXI wieku
Kometa ponownie przejdzie przez peryhelium swojej orbity w 2061 roku. Przewiduje się, że w maksimum blasku może osiągnąć wielkość −0,3m.

## Daty pojawiania się
Przybliżone daty momentów przejścia przez peryhelium komety w przeszłości oraz przewidywane daty w przyszłości:
| - 25 maja 240 p.n.e. - 12 listopada 164 p.n.e. - 6 sierpnia 87 p.n.e. - 10 października 12 p.n.e. - 25 stycznia 66 - 22 marca 141 - 17 maja 218 - 20 kwietnia 295 | - 16 lutego 374 - 28 czerwca 451 - 27 września 530 - 15 marca 607 - 2 października 684 - 20 maja 760 - 28 lutego 837 - 18 lipca 912 | - 5 września 989 - 20 marca 1066 - 18 kwietnia 1145 - 28 września 1222 - 25 października 1301 - 10 listopada 1378 - 9 czerwca 1456 - 26 sierpnia 1531 | - 27 października 1607 - 15 września 1682 - 13 marca 1759 - 16 listopada 1835 - 20 kwietnia 1910 - 9 lutego 1986 - 28 lipca 2061 |